# Nandurbar
Nandurbar és una ciutat i consell municipal de Maharashtra, capital del districte de Nandurbar. Consta al cens del 2001 amb una població de 94.365 habitants, i ha superat ja els cent mil. El 1901 tenia 10.922 habitants.
Es creu que fou esmentada com a Nandigara en una inscripció a la cova de Kanheri del segle iii, i hauria estat fundada pel raja gauli (o gavali) Nand Raja a la nissaga del qual va pertànyer fins a la conquesta musulmana feta per Muin al-Din Shishti ajudat per Pir Sayyid Ala al-Din.
El 1396/1307 Rat Karan de Gujarat (Anahilvada) va escapar d'un saqueig general i una massacre a la seva capital i va anar a Nandurbar on va construir la fortales ai engrandir la ciutat. Després de 1411 fou teatre de lluites entre Gujarat i Malwa: Hushang Shah de Malwa la va atacar i Ahmad Shah de Gujarat va córrer en el seu ajut. El 1429 Ahmad Shah, ara aliat a Khandesh, va envair Malwa, però va haver de retornar a Gujarat quan va saber que Hushang Shah havia envaït el país; Nandurbar fou ocupat per tropes de Nasir Khan de Khandesh. El 1437 els bahmànides, en guerra contra Khandesh, la van ocupar però en foren expulsats per tropes de Malwa i Gujarat. Encara hi va haver altres lluites similars que van afectar Nandurbar.
El 1536 el sultà de Gujarat la va cedir a Mubarak de Khandesh junt amb Sultanpur. S'esmenta sota els mogols (des de 1601) el 1665 com a lloc pròsper pels cultius de raïm i melons i el 1666 els britànics hi van establir una factoria que havia agafat importància ja el 1670; els factors anglesos es van traslladar allí des d'Ahmedabad. Va estar sota domini dels marathes fins a la caiguda de Baji Rao II quan va passar als britànics quan la meitat de la ciutat estava despoblada; sota els britànics va estar al districte de Khandesh, des de 1906 districte de West Khandesh, després rebatejat districte de Dhule. Fou erigida en municipalitat el 1867. El 1942 va morir en aquesta ciutat el jove Shirishkumar de 16 anys a mans d'un inspector britànic de policia, en una manifestació pacífica; més tard li fou dedicada una plaça. El 1998 el districte de Dhule es va dividir i es va formar el de Nandurbar, del que fou la capital.